# Sleeping Sun
«Sleeping Sun» (в переводе с англ. — «Спящее солнце») — песня финской метал-группы Nightwish, медленная лирическая баллада, написанная клавишником Туомасом Холопайненом в 1999 году. Песня была дважды выпущена синглом, а также вошла в альбом Oceanborn в качестве бонусного трека. В дальнейшем, песня, ставшая одним из главных хитов Nightwish, входила почти во все сборники группы.
Песня посвящена солнечному затмению, произошедшему в центральной Европе в 1999 году. Фотография этого затмения использовалась в качестве обложки сингла. Текст описывает грёзы и размышления лирического героя во время затмения.

## Версия 1999 года

### Чарты
- Финляндия — 2[1]

### Список композиций
Sleeping Sun: Four Ballads of the Eclipse (1999)
1. «Sleeping Sun»
2. «Walking in the Air»
3. «Swanheart»
4. «Angels Fall First»

## Версия 2005 года
В 2005 году Nightwish объявили, что они заняты записью новой версии «Sleeping Sun» для альбома-компиляции под названием Highest Hopes: The Best of Nightwish. Тарья Турунен исполнила вокальные партии в перезаписанной версии, что стало её последним студийным вкладом в работу группы, после чего её заменила Анетт Ользон. Для продвижения сборника он был выпущен в виде CD и DVD.

### Чарты
- Финляндия — 1[2]
- Германия — 34[3]
- Австрия — 47[2]

### Список композиций
Sleeping Sun (2005) CD
1. «Sleeping Sun (2005 Radio Edit)»
2. «Sleeping Sun (2005 Full Version)»
3. «Sleeping Sun (Original Version)»

Sleeping Sun (2005) DVD
1. «Sleeping Sun (2005 version)»
2. «Sleeping Sun (Original version)»
3. «Sleeping Sun (Live, Summer Breeze)»

DVD версия сингла содержит оригинальный клип «Sleeping Sun», клип «Sleeping Sun» версии 2005 и live видео «Sleeping Sun», снятое в 2002 году.

## Видеоклипы
На Sleeping Sun было снято два постановочных видеоклипа: в 1999 году и в 2005.
В версии 1999 года присутствуют кадры затмения. Тарья Турунен, вокалистка группы, на протяжении видео перемещается по живописным уголкам Финляндии, периодически становясь в медную ванну.
В версии 2005 года, снятой режиссёром Сами Кайхо, группа предстает в роли средневековых рыцарей, сражающихся с врагами. Клип снят на новую перезаписанную версию песни со слегка изменённой аранжировкой.

## Участники записи
- Туомас Холопайнен — композитор, клавишные
- Эмппу Вуоринен — гитара
- Юкка Невалайнен — ударные
- Тарья Турунен — вокал
- Марко Хиетала — бас-гитара (2005)
- Сами Вянскя — бас-гитара (1999)